# 統營大田高速公路
統營大田高速公路（：／ Tongyeong Daejeon gosokdoro */?），是一條縱貫韓國南部的高速公路，全長214.8公里。2000年12月22日通車。2001年8月24日起同中部高速公路共用編號。